# جامع فروة بن مسيك
جامع فروة بن مسيك أحد مساجد مدينة صنعاء التاريخية، ويقع في حي مسيك في الجهة الشمالية لصنعاء القديمة،  بني في بداية القرن الهجري الأول، وينسب تأسيسه إلى الصحابي فروة بن المسيك المرادي، وتجددت عمارته في 407 هـ الموافق 1016م، وأعيد بنائه وتوسعته وتسقيفه بقبب، في عهد الوالي العثماني حسن باشا 994 هـ الموافق 1586م.
وتم توسيعه حديثاً في 1393 هـ الموافق 1973م، وأضيفت له مدرسه في الطابق العلوي في 1420 هـ الموافق 1999م.